# 河内国
河内国（かわちのくに、かはちのくに、旧字体：河內國）は、日本の地方行政区分である令制国の一つ。畿内に属する。

## 沿革

### 古代
飛鳥時代の7世紀に成立した。『古事記』には川内の表記も見え、7世紀末・8世紀初めの木簡2例にも川内と書かれている。河内の名が確定したのは、おそらく大宝4年（704年）の国印鋳造時である。
河内の名を持つ国造には凡河内国造がある。また古代の大豪族の物部氏の勢力があり、東大阪市衣摺は、その本拠地のひとつであった。
霊亀2年（716年）4月16日に、大鳥郡・和泉郡・日根郡を割いて和泉監を分立させた。天平12年（740年）8月20日に和泉監を併合するが、天平宝字元年（757年）5月8日に、今度は和泉国として再び分立させた。
称徳朝の神護景雲3年（769年）に由義宮（八尾市）が建設されるとこれを西京と称し、それに伴って河内国が廃止され、かわって特別行政組織河内職が設置されたが、翌年元に戻された。

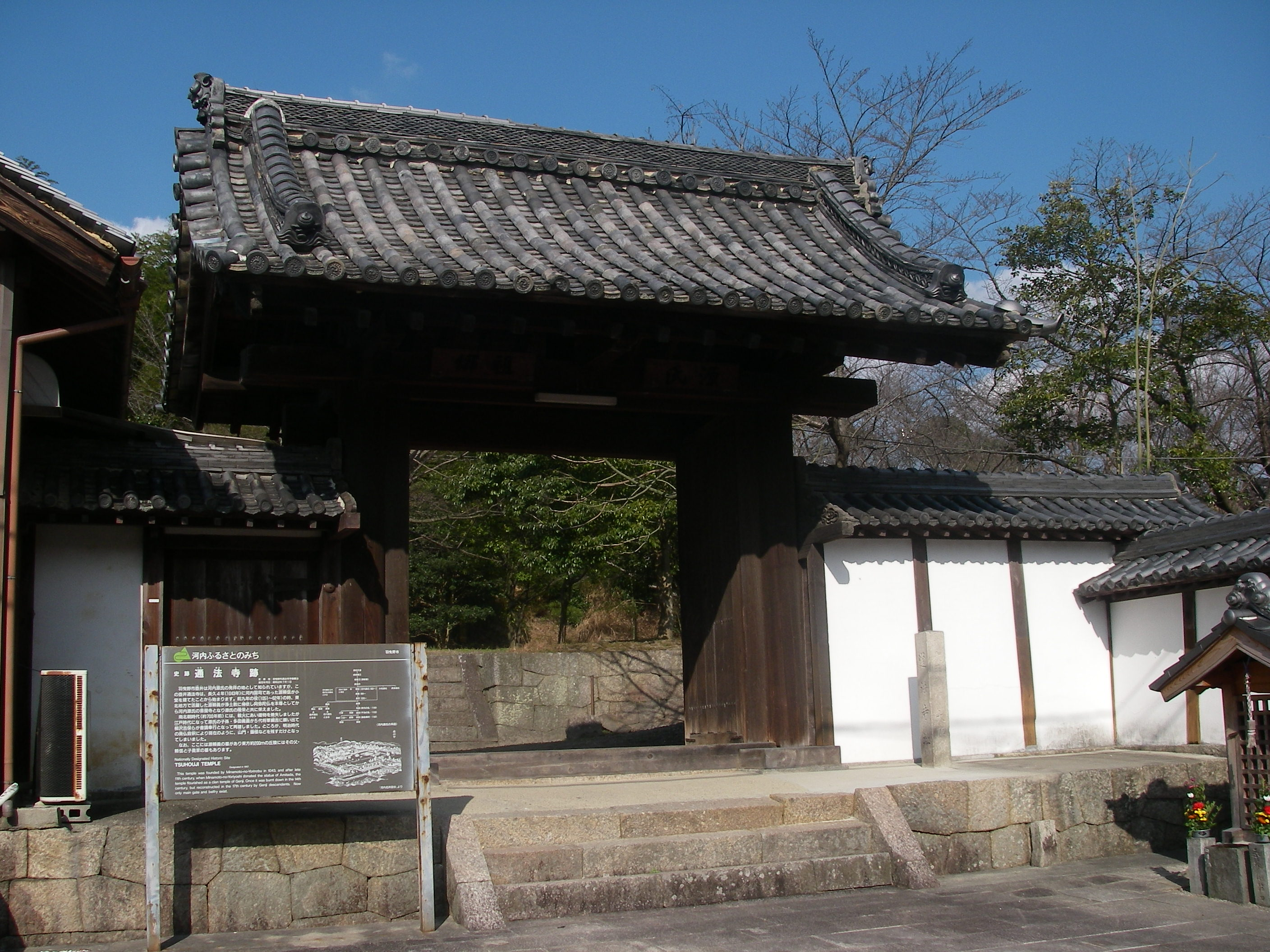
通法寺の山門

羽曳野市壺井は、武家の棟梁となった河内源氏が本拠地とした地で、その祖・源頼信や子の頼義、孫の義家の三代の墓が、河内源氏の菩提寺通法寺跡の近くに残っている。鎌倉幕府を開いた源頼朝は、彼らの後裔である。

### 中世
鎌倉時代末期、南河内の豪族の楠木正成とその一族が、後醍醐天皇に呼応して幕府打倒の兵を挙げ、下赤坂城・上赤坂城・千早城に立て篭って幕府の大軍を苦しめた。正成は建武政権で国司と守護の両方に任命されたが、足利尊氏が反旗を翻して南北朝の内乱が始まると、河内は主戦場となることが多くなり、正成の長男・正行は高師直率いる室町幕府の軍勢と四條縄手（四條畷）で戦い戦死した。
室町時代、河内守護は三管領の1つ畠山氏が世襲し、畠山基国・満慶・満家・持国と続いた。しかし、持国の跡目を巡って甥の畠山政長と息子の畠山義就が争いを続け、これをきっかけの一つとし、足利将軍家や守護の家督相続問題も絡んで、日本の大半の地域を二分する応仁の乱が勃発した。
応仁の乱が終息しても、両畠山氏の戦いは継続し、河内は戦国時代に突入した。政長は正覚寺（大阪市平野区）で管領細川政元と義就の息子義豊らに討たれたが（明応の政変）、子の尚順は紀伊国にあって捲土重来をはかり、河内・紀伊の守護として返り咲きに成功する。そして稙長の時に義就系の義英を討滅し、河内は統一されたが、長らく続いた戦乱によって荒廃し、実権は守護代遊佐長教の手にわたり、守護は傀儡化されていく。

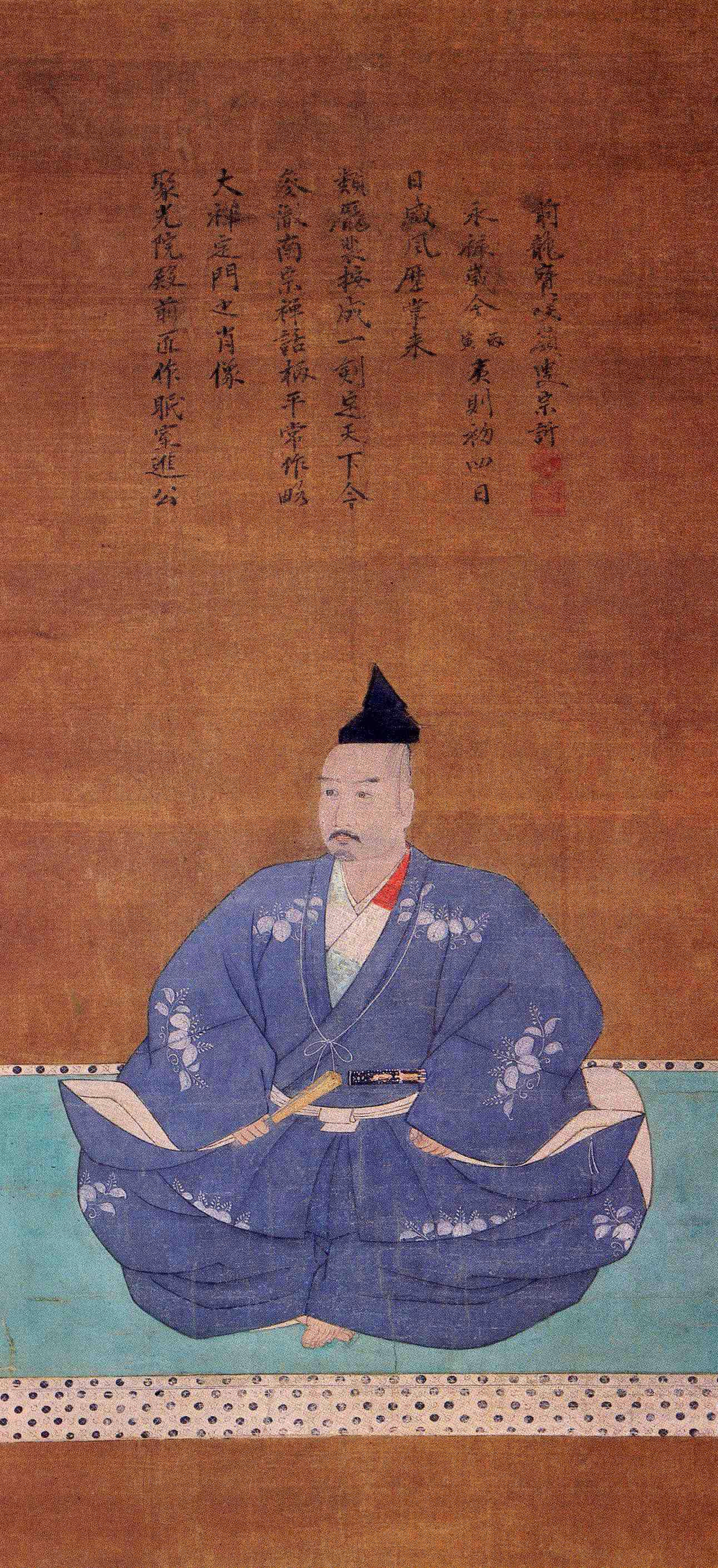
三好長慶像

細川政元が阿波から迎えた養子・澄元の子晴元の時代、阿波国から上洛した三好長慶は遊佐長教の娘を妻に迎えて勢力を蓄えながら晴元に従い、晴元の意に従わない木沢長政を高井田（大阪府柏原市高井田）で討つなど活躍した。しかし、長慶は後には晴元と対立、晴元方の三好政長を江口の戦いで殺害して晴元政権を打破すると、将軍を傀儡化して幕府の実権を握り、本拠地を摂津の芥川山城から河内の飯盛山城（大阪府大東市）に移し、以後畿内において三好氏は強勢を誇った。
三好長慶の没後、三好三人衆と松永久秀が抗争し、河内・大和が戦場になったが、織田信長が上洛すると、河内の北半国を長慶の養子・三好義継、南半国を畠山昭高（信長の妹婿）に安堵する。しかし、まもなく義継・昭高は元亀兵乱に前後して没落し、河内は信長の重臣佐久間信盛の支配に入った。その信盛も後に信長に疎まれ追放される。

### 近世
本能寺の変の後、羽柴秀吉が清洲会議の結果、河内を領国としておさえる。秀吉が天下人となり、大坂城を築くと、河内の重要拠点であった若江城は廃城となった。
秀吉の死後、関ヶ原の戦いを経て、徳川家康が江戸幕府を開くが、河内は秀吉の子・秀頼の領国として幕藩体制には入らなかった。大坂夏の陣では、大坂城は外堀を埋められ裸城となり、篭城戦はできないと判断した大坂方は、京都から大坂をめざす徳川方を野戦で迎え撃ち、京坂間にある河内の各所で戦いが行われた。主なものとして、道明寺の戦い（後藤基次 vs 伊達政宗・松平忠輝・水野勝成、真田信繁・北川宣勝・薄田兼相 vs 伊達政宗・松平忠輝・水野勝成）、八尾・若江の戦い（木村重成 vs 井伊直孝、長宗我部盛親 vs 藤堂高虎）などがあった。
江戸時代になると、河内は幕府領および旗本領が点在し、大名としては狭山藩の北条家、丹南藩の高木家のみが存在した。また、小田原藩の大久保家の領地も多く存在した。

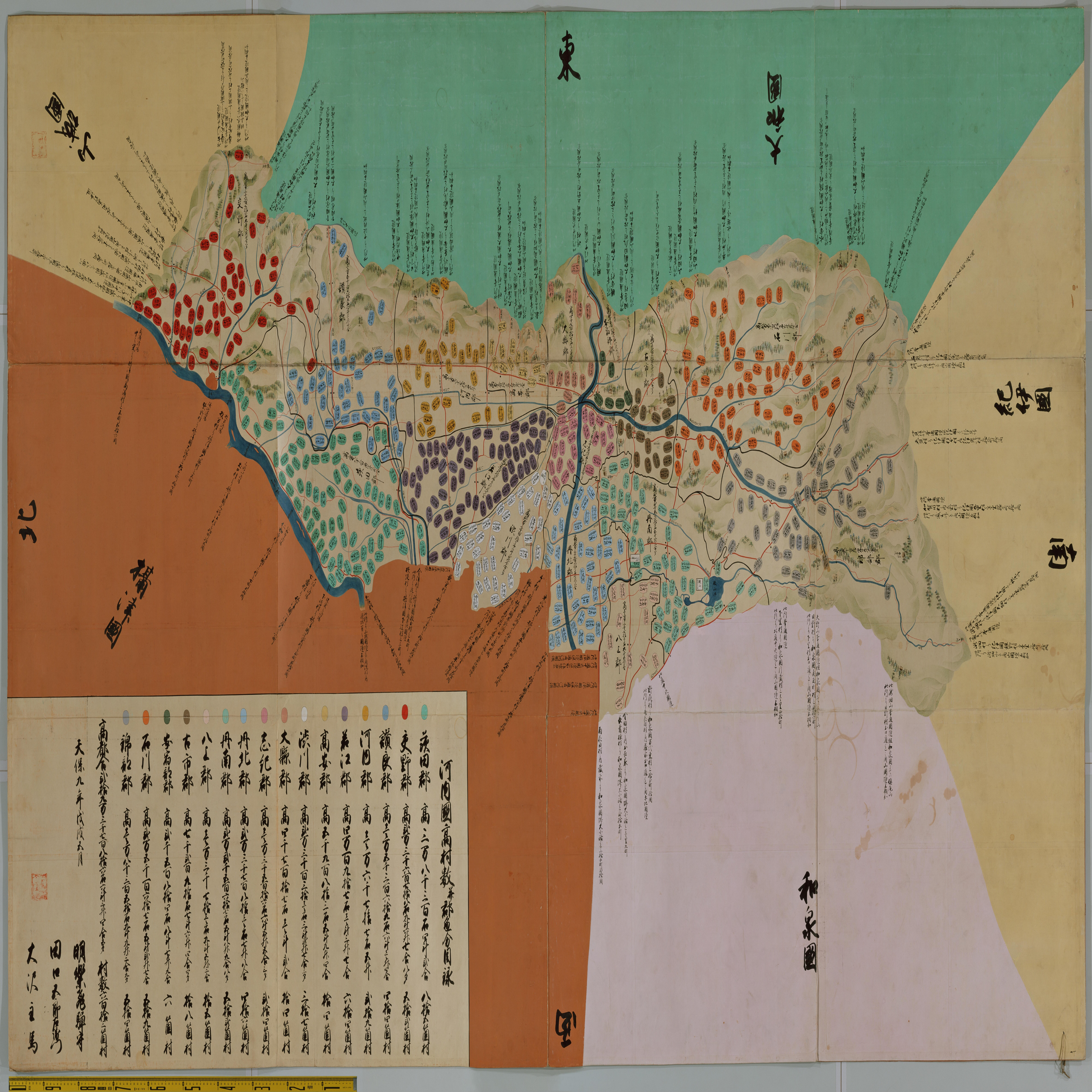
[https://www.digital.archives.go.jp/item/764268.html 天保国絵図河内国(国立公文書館所蔵)

### 近世以降の沿革
- 「旧高旧領取調帳」に記載されている明治初年時点での国内の支配は以下の通り（556村・293,283石余）。太字は当該郡内に藩庁が所在。国名のあるものは飛地領。
  - 錦部郡（49村・18,189石余） - 幕府領、旗本領、狭山藩、伊勢神戸藩、近江膳所藩
  - 石川郡（48村・25,238石余） - 幕府領、旗本領、常陸下館藩、相模小田原藩、近江膳所藩
  - 古市郡（14村・7,280石余） - 幕府領、旗本領、狭山藩、常陸下館藩、相模小田原藩、和泉伯太藩
  - 安宿部郡（4村・2,259石余） - 幕府領、旗本領、相模小田原藩
  - 大県郡（11村・4,717石余） - 幕府領、旗本領、狭山藩、相模小田原藩
  - 高安郡（14村・5,964石余） - 旗本領、相模小田原藩、山城淀藩、備中岡田藩
  - 河内郡（30村・16,273石余） - 幕府領、旗本領、京都守護職役知、狭山藩、相模小田原藩、大和小泉藩
  - 讃良郡（35村・15,679石余） - 幕府領、旗本領、京都守護職役知、大和郡山藩
  - 茨田郡（85村・37,956石余） - 幕府領（一部は高槻藩預地）、旗本領、美濃加納藩、摂津高槻藩
  - 交野郡（39村・24,074石余） - 幕府領、旗本領、京都守護職役知、相模小田原藩
  - 若江郡（64村・40,660石余） - 幕府領、旗本領、京都守護職役知、上野沼田藩、下野高徳藩、相模小田原藩、山城淀藩、大和郡山藩
  - 渋川郡（34村・23,034石余） - 幕府領、旗本領、下野高徳藩、山城淀藩
  - 志紀郡（22村・13,527石余） - 幕府領（一部は宇都宮藩預地）、旗本領、丹南藩、上野沼田藩、相模小田原藩、和泉伯太藩
  - 丹南郡（51村・22,078石余） - 幕府領、旗本領、丹南藩、狭山藩、上野館林藩、相模小田原藩
  - 丹北郡（45村・24,222石余） - 幕府領（一部は宇都宮藩預地）、旗本領、丹南藩、狭山藩、上野館林藩、下野高徳藩、相模小田原藩、和泉伯太藩
  - 八上郡（11村・12,505石余） - 旗本領、上野館林藩
- 慶応4年
  - 2月 - 幕府領・旗本領が大坂裁判所司農局の管轄となる。
  - 5月2日（1868年6月21日） - 大坂裁判所司農局の管轄地域が大阪府司農局の管轄となる。
  - 6月8日（1868年7月27日） - 大阪府司農局の管轄地域が大阪府南司農局の管轄となる。
  - 6月 - 戊辰戦争後の処分により小田原藩が減封となり、国内の領地が消滅。
- 明治2年
  - 1月20日（1869年3月2日） - 大阪府南司農局の管轄地域が河内県の管轄となる。
  - 8月2日（1869年9月7日） - 河内県の管轄地域が堺県の管轄となる。
  - 12月26日（1869年11月24日） - 狭山藩が廃藩。管轄地域が堺県の管轄となる。
- 明治3年
  - 2月27日（1870年3月28日） - 錦部郡・石川郡の旧狭山藩領を除く堺県の管轄地域が五條県の管轄となる。
  - 3月19日（1870年4月19日） - 高徳藩が下総曽我野藩に転封。国内の領地が堺県の管轄となる。
  - 宇都宮藩預地・高槻藩預地が堺県の管轄となる。
- 明治4年
  - 7月14日（1871年8月29日） - 廃藩置県により藩領が丹南県および沼田県、館林県、下館県、加納県、神戸県、膳所県、淀県、伯太県、小泉県、郡山県、高槻県、岡田県の飛地となる。
  - 10月28日（1871年12月10日） - 第1次府県統合により、沼田県の管轄地域が群馬県の管轄となる。
  - 11月14日（1871年12月25日） - 第1次府県統合により、館林県の管轄地域が栃木県、下館県の管轄地域が茨城県の管轄となる。
  - 11月15日（1871年12月26日） - 第1次府県統合により、岡田県の管轄地域が深津県の管轄となる。
  - 11月22日（1872年1月2日） - 第1次府県統合により、全域が堺県の管轄となる。
- 明治7年（1874年）8月4日 - 摂津国島上郡磯島村の所属郡が河内国交野郡に変更。
- 明治14年（1881年）2月7日 - 大阪府の管轄となる。

## 国内の施設

### 宮
河内国内に設けられた天皇の宮殿（宮・京）は、次の通り。
- 樟葉宮 - 第26代継体天皇
- 由義宮 - 第48代称徳天皇

### 国府
国府所在地を記した文献は次の通り。

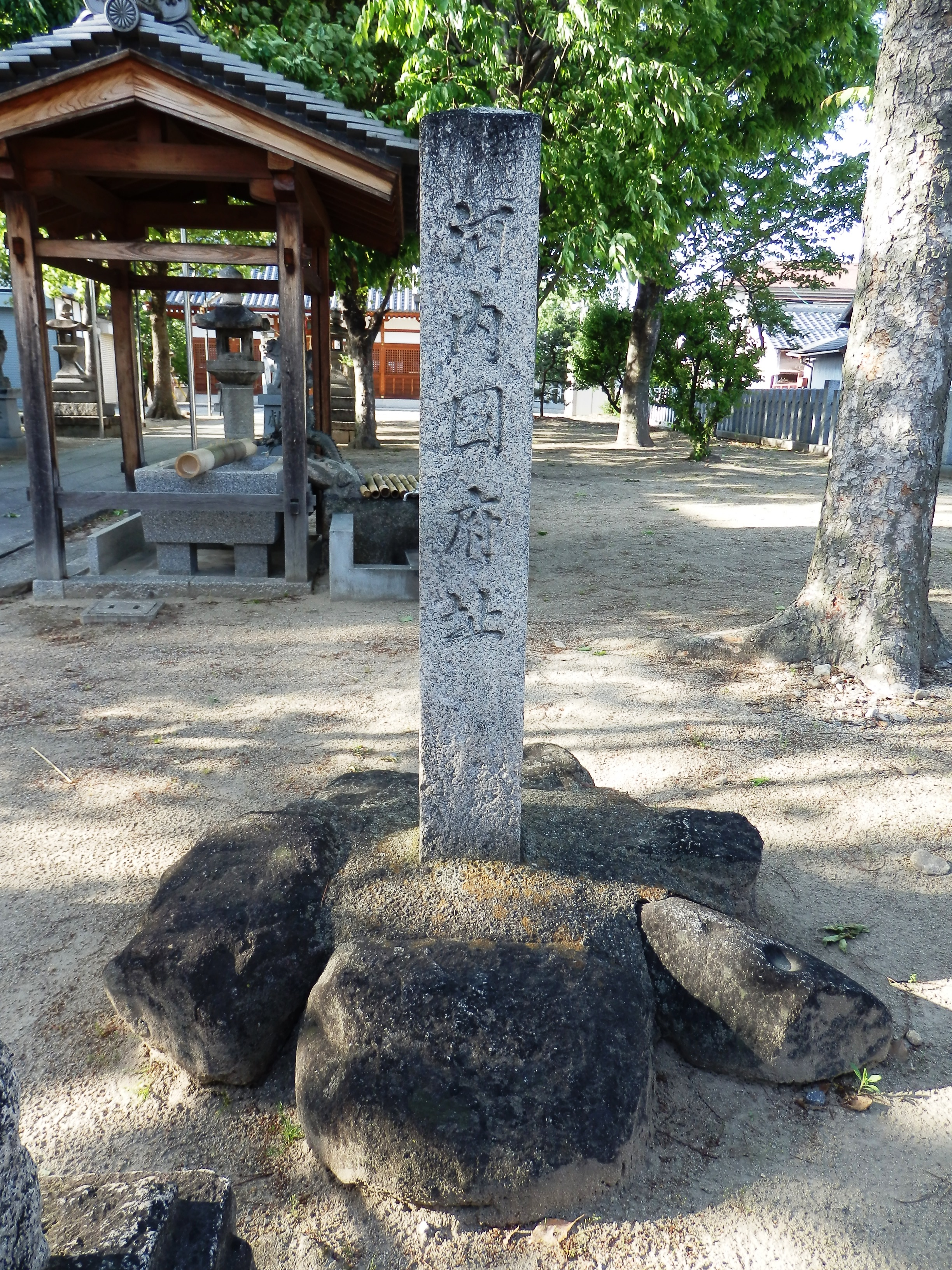
志貴県主神社境内に建つ
国府跡碑（藤井寺市惣社）

- 『和名抄』（平安時代中期成立）では、「志紀郡」[3]
- 『拾芥抄』（鎌倉時代中期から南北朝時代成立）では、「大縣郡（大県郡）」[4]
- 『節用集』（室町時代中期成立）では、「丹北郡」[5]

国府は、現在の大阪府藤井寺市国府・惣社にある国府遺跡（北緯34度34分32.92秒 東経135度37分15.35秒 / 北緯34.5758111度 東経135.6209306度）と推定されている。ただし、奈良時代の間に一度移動しているとされる（どちらも現在の藤井寺市内）。

### 国分寺・国分尼寺
河内国分寺跡 （大阪府柏原市国分東条町、北緯34度34分1.34秒 東経135度39分28.96秒 / 北緯34.5670389度 東経135.6580444度）
僧寺は天平期に創建、南北朝時代のころに廃れたとされる。
尼寺は同じく柏原市国分東条尼寺にあったと推定されているが、平安時代には荒廃していたと考えられている。

### 神社
延喜式内社
『延喜式神名帳』には、大社23座13社・小社90座80社の計113座93社が記載されている（河内国の式内社一覧参照）。大社13社のうち、名神大社は以下に示す9座4社である。
- 安宿郡 杜本神社二座
  - 論社：杜本神社（大阪府羽曳野市駒ケ谷、北緯34度32分44.31秒 東経135度37分32.55秒 / 北緯34.5456417度 東経135.6257083度）
  - 論社：杜本神社（大阪府柏原市国分東条町、北緯34度34分9.78秒 東経135度38分45.98秒 / 北緯34.5693833度 東経135.6461056度）
- 安宿郡 飛鳥戸神社
  - 比定社：飛鳥戸神社（大阪府羽曳野市飛鳥、北緯34度32分7.17秒 東経135度38分19.41秒 / 北緯34.5353250度 東経135.6387250度）
- 高安郡 恩智神社二座
  - 比定社：恩智神社（大阪府八尾市恩智中町、北緯34度36分23.45秒 東経135度38分19.07秒 / 北緯34.6065139度 東経135.6386306度）
- 河内郡 枚岡神社四座
  - 比定社：枚岡神社（大阪府東大阪市出雲井町、北緯34度40分11.83秒 東経135度39分2.47秒 / 北緯34.6699528度 東経135.6506861度）

総社・一宮以下
- 総社：志貴県主神社 （大阪府藤井寺市惣社、北緯34度34分35.08秒 東経135度37分6.11秒 / 北緯34.5764111度 東経135.6183639度）
惣社のある土地にこの神社が移ってきたという説と国府の近くにあったので惣社になったという説がある。
- 一宮：枚岡神社 （大阪府東大阪市出雲井町）[6]
ただし、実際に「一宮」と呼ばれるようになるのは近世以後である。

また、二宮には恩智神社（大阪府八尾市恩智中町）が挙げられることがある。ただし、これは河内国第2位の勢力を持っただけで、神社制度としての二宮となった訳ではなく、二宮と呼ばれるようになるのも近世以後である。そのほか、片埜神社（大阪府枚方市）も「河州一ノ宮」を名乗っているが、実際には交野郷一宮であったものが河内一宮と混同されたものとされる。三宮以下はない。

### 守護所
承久の乱以前の守護の設置は見られない。最初の守護所は不明であるが、その後、丹南、古市、若江、高屋と移った。

### 安国寺利生塔
- 安国寺 - 大阪府八尾市龍華にあった
- 利生塔 - 教興寺 （大阪府八尾市教興寺）

### 城郭
- 交野城 （大阪府交野市）
- 飯盛山城 （大阪府大東市・四條畷市）
- 若江城 （大阪府東大阪市）
- 八尾城 （大阪府八尾市）
- 高屋城 （大阪府羽曳野市）
- 千早城 （大阪府南河内郡千早赤阪村）
- 上赤坂城 （大阪府南河内郡千早赤阪村）
- 下赤坂城 （大阪府南河内郡千早赤阪村）
- 烏帽子形城 （大阪府河内長野市）

## 地域
河内国の範囲は生駒山地・金剛山地の西側に沿った南北に細長い地域で、現在の大阪府東部に該当するが、奈良時代の初めまでは海側の和泉国の領域も含んでいた。
西の平野部は、縄文海進によってできた河内湾に淀川・大和川から流入する土砂が堆積して広がっていったものである。湾は、古代に上町台地から北方へ伸びる砂州によって塞がれて潟湖（河内湖）となり、やがて新開池（しんがいけ、大阪市鶴見区・東大阪市・大東市）・深野池（ふこのいけ、寝屋川市・門真市・大東市・東大阪市・四條畷市）の2つの広大な水域が残った。
江戸時代、大坂から船で淀川・新開池・深野池と進んで飯盛山のふもとの野崎観音の近くまで遡航し、「野崎参り」をすることが盛んになった。宝永元年（1704年）に堺に向けて西流する現在の流路に大和川を付け替える工事が行われると、両大池の水量が減少し、鴻池新田などの新田開発が進められた。新開池は姿を消し、深野池もわずかに一部が調整池として残るのみだが、この地域にはかつての水郷の面影が今も見られる。
山城国八幡（京都府八幡市）を基点とする東高野街道は、洞ヶ峠から入って河内国を南北に縦貫し、長野（河内長野市）で西高野街道と合流してからは高野街道となり、紀見峠・橋本（和歌山県橋本市）を経て高野山へ至る。高野山参りが盛んになると京都から高野山への参詣道として賑わうようになった。

### 郡
- 茨田郡
- 交野郡（飛鳥時代後期に茨田郡より割置）
- 讃良郡
- 河内郡
- 高安郡
- 大県郡（養老4年（720年）11月、堅下郡と堅上郡を統合して設置）
- 若江郡
- 渋川郡
- 志紀郡
- 安宿部郡（安宿郡とも表記）
- 古市郡
- 石川郡
- 錦部郡
- 丹比郡（平安時代後期に分割）
  - 丹南郡
  - 丹北郡
  - 八上郡（平安時代後期に丹北郡より割置）

明治期の改廃
- 北河内郡 … 1896年（明治29年）4月1日に茨田郡、交野郡、讃良郡を統合して設けられた郡
- 中河内郡 … 1896年（明治29年）4月1日に河内郡、高安郡、大県郡、若江郡、渋川郡、志紀郡の一部（三木本村）、丹北郡を統合して設けられた郡
- 南河内郡 … 1896年（明治29年）4月1日に志紀郡の一部（三木本村以外）、安宿部郡、古市郡、石川郡、錦部郡、丹南郡、八上郡を統合して設けられた郡

### 現在の行政区分
以下は大阪府による地域区分であり、郡の区分とは差異がある。
- 北河内 - 枚方市、交野市、寝屋川市、守口市、門真市、四條畷市、大東市
- 中河内 - 東大阪市、八尾市、柏原市
- 南河内 - 松原市、藤井寺市、羽曳野市、富田林市、河内長野市、大阪狭山市、南河内郡太子町・河南町・千早赤阪村

上記の自治体に含まれない地域は以下の通り。
- 大阪市鶴見区のうち、旧・北河内郡茨田町
- 大阪市生野区のうち、旧・中河内郡巽町
- 大阪市東住吉区のうち、旧・中河内郡矢田村
- 大阪市平野区のうち、旧・中河内郡加美村・瓜破村・長吉村
- 堺市東区全域
- 堺市美原区全域
- 堺市北区のうち、旧・南河内郡金岡村・北八下村（大字河合を除く。河合は現・松原市のうち）

この他に、1902年（明治35年）4月1日、旧・北河内郡今津村が摂津国（旧・東成郡榎本村）に編入され、現・大阪市鶴見区のうちとなっている。

## 人物

### 国司
- 河内国司参照

### 守護
鎌倉幕府
- 1221年 - ？ - 三浦義村
- ？ - 1247年 - 三浦泰村
- 1280年 - ？ - 北条久時
- ？ - 1333年 - 北条氏一門

室町幕府
- 1336年 - 1347年 - 細川顕氏
- 1347年 - 1349年 - 高師泰
- 1349年 - 1351年 - 畠山国清
- 1352年 - 1353年 - 高師秀
- 1359年 - 1360年 - 畠山国清
- 1369年 - 1382年 - 楠木正儀
- 1382年 - 1406年 - 畠山基国
- 1406年 - 1408年 - 畠山満慶
- 1408年 - 1433年 - 畠山満家
- 1433年 - 1441年 - 畠山持国
- 1441年 - 畠山持永
- 1441年 - 1455年 - 畠山持国
- 1455年 - 1460年 - 畠山義就
- 1460年 - 1467年 - 畠山政長
- 1467年 - ？ - 畠山義就
- 1467年 - 1493年 - 畠山政長
- 1493年 - 1499年 - 畠山義豊
- 1499年 - 1504年 - 畠山義英
- 1504年 - 1507年 - 細川政元
- 1507年 - 1517年 - 畠山尚順
- 1517年 - 1534年 - 畠山稙長
- 1534年 - 1538年 - 畠山長経
- 1538年 - 1542年 - 畠山在氏・畠山政国
- 1542年 - 1545年 - 畠山稙長
- 1545年 - 畠山晴熙
- 1545年 - 1550年 - 畠山政国
- 1550年 - 1560年 - 畠山高政
- 1568年 - 1569年 - 畠山高政
- 1568年 - 1573年 - 三好義継
- 1569年 - 1573年 - 畠山昭高

### 大名
戦国時代
- 河内畠山氏
  - 遊佐氏（河内守護代、若江城）
  - 木沢長政（河内、山城南部守護代、飯盛山城）
- 三好長慶（飯盛山城）

織豊期
- 畠山高政（高屋城）：1568年に上洛した足利義昭・織田信長に従い河内半国を与えられるが、翌年重臣の遊佐信教によって追放された
- 三好義継（若江城）：1568年に上洛した足利義昭・織田信長に従い河内半国を与えられる。1573年義昭に従って信長と戦い、若江城で自刃
- 三好康長（若江城）：河内半国。1575年、高屋城の戦いで信長に降服、河内半国を与えられる一方、四国攻略の担当となり、河内と四国を行き来した。一時豊臣秀次を養子とした
- 羽柴秀吉：1582年の清洲会議後に河内国に領地を得、大坂城築城後は河内全土を直轄領とした

江戸時代の藩
- 豊臣家（豊臣秀頼）直轄領（摂津・河内・和泉65万7千石、1600年 - 1615年）
- 丹南藩（丹南陣屋）：高木家（1万石、1623年 - 1871年）
- 狭山藩（狭山陣屋）：北条家（1万1千石 → 1万石、1600年 - 1871年）。小田原北条氏の末裔
- 西代藩（西代陣屋）：本多家（1万石、1679年 - 1732年） → 廃藩・伊勢神戸藩に転封

## 合戦
- 1331年 - 赤坂城の戦い、鎌倉幕府軍 x 楠木正成
- 1333年 - 千早城の戦い、楠木正成 x 鎌倉幕府軍
- 1348年 - 四條畷の戦い、北朝軍（高師直） x 南朝軍（楠木正行）
- 1532年 - 飯盛城の戦い、木沢長政 x 三好元長
- 1542年 - 太平寺の戦い、三好政長・三好長慶・遊佐長教 x 木沢長政
- 1562年 - 教興寺の戦い、三好長慶 x 畠山高政
- 1573年 - 若江城の戦い、織田信長軍（佐久間信盛） x 三好義継
- 1575年 - 高屋城の戦い、織田信長軍 x 三好康長・石山本願寺軍
- 1615年 - 大坂夏の陣、江戸幕府軍（徳川家康、徳川秀忠） x 豊臣軍（豊臣秀頼）
  - 道明寺の戦い - 伊達政宗・松平忠輝・水野勝成 x 後藤基次、伊達政宗・松平忠輝・水野勝成 x 真田信繁・北川宣勝・薄田兼相
  - 八尾・若江の戦い - 井伊直孝 x 木村重成、藤堂高虎 x 長宗我部盛親